# 初音ミク -Project DIVA-
- ピアプロキャラクターズ > 初音ミク > 初音ミクのメディア展開 > 初音ミクを題材にしたゲーム作品 > 初音ミク -Project DIVA-
- SEGA feat. HATSUNE MIKU Project > 初音ミク -Project DIVA-

『初音ミク -Project DIVA-』（はつねミク プロジェクト ディーヴァ）は、セガ及びセガ・インタラクティブより展開されている音楽ゲーム、及びそのシリーズ作品。「SEGA feat. HATSUNE MIKU Project」のゲーム作品としてバーチャルシンガー「初音ミク」が起用されている。最初の作品は2009年7月2日にPlayStation Portable専用ソフトとして発売された。

## 概要
2007年8月にクリプトン・フューチャー・メディアから発売された「初音ミク」は、合成音声による歌声を用いた演奏が可能なバーチャルシンガーソフトウェア（ボーカルシンセサイザー音源）で、ソフトを使用して作成された楽曲の数々や、歌声の主として設定されたバーチャルアイドルのキャラクターが人気を集めた。
本作ではゲームの主要人物として初音ミクが登場し、初音ミク歌唱楽曲を使用したリズムアクションゲームを楽しんだり、ミクの衣装を変更したり、部屋でくつろぐミクの様子を観察したりすることを趣旨としている。本作はあくまでキャラクターを起用したゲームであって音声合成ソフトウェア「初音ミク」の移植作品ではないため、合成音声による歌声を歌詞とメロディから作成するといったDTMソフトとしての機能は用意されていないが、元々「初音ミク」は歌を作るというソフトであることから、創作的なことができるようにという意図を込め、モーションを組み合わせて初音ミクが歌い踊る映像を作成したり、自分で用意した音源を用いて独自のリズムゲームを編集するゲームモードが用意されている。
メインビジュアルには、初音ミクのキャラクターデザインを担当したKEIを起用している。作中にはミクの台詞もあり、合成音声ソフトウェア「初音ミク」に歌声ライブラリを提供した声優、藤田咲が出演している。初音ミクのモーションアクターは小倉唯が担当した。
本作では、Web上でのCGM（消費者生成メディア）が中心的な役割を果たした初音ミクのブームを反映して、ニコニコ動画を通じて発表され話題を集めた楽曲や、ファンによる創作から生まれた設定や関連キャラクターなどもゲーム中に取り入れられた。また、クリプトン社が運営する投稿サイト「ピアプロ」とのコラボレーション企画として、本作のための楽曲やコスチューム、ローディング画面などに使用されるイラストの募集も行われ、ゲーム内に使用されている。募集企画には2,000通以上の応募があり盛り上がりを見せた。
『1st』の発売後は1週間で10.1万本を売り上げ、メディアクリエイト調べの全国ゲームソフト販売ランキングにおいて週間2位（PSP用ソフトとしては週間1位）を記録した。セガによるアンケートの集計結果では、ニコニコ動画や公式サイトで本作を知ったという回答が多数を占めたといい、インターネット上の盛り上がりを追い風にできたことが大きな反響に繋がったと考えられている。

## シリーズ展開の沿革
アーケードゲーム版『初音ミク Project DIVA Arcade』（はつねミク プロジェクト ディーヴァ アーケード）が2010年6月23日より稼働開始した。
2010年7月29日にはPSPにて続編となる『初音ミク -Project DIVA- 2nd』（はつねミク プロジェクト ディーヴァ セカンド）が、2011年11月10日には『初音ミク -Project DIVA- extend』（はつねミク プロジェクト ディーヴァ エクステンド）が発売された。
『初音ミク -Project DIVA- f』（はつねミク プロジェクト ディーヴァ エフ）が発表され、PlayStation Vita版が2012年8月30日、PlayStation 3版が2013年3月7日に発売。また、『f』の続編となる『初音ミク -Project DIVA- F 2nd』（はつねミク プロジェクト ディーヴァ エフ セカンド）がPS VitaとPS3で3月27日に発売された。
2013年11月21日には前述のアーケード版バージョンアップである『初音ミク Project DIVA Arcade Future Tone』が正式稼働開始した。
2016年3月24日に『初音ミク -Project DIVA- X』（はつねミク プロジェクト ディーヴァ エックス）がPS Vitaで発売された。
2016年6月23日にはPlayStation 4版『初音ミク Project DIVA Future Tone』（はつねミク プロジェクト ディーヴァ フューチャートーン）が基本無料版と有料追加版2種がダウンロードのみで発売された。同年8月25日には『X』のPS4版『初音ミク -Project DIVA- X HD』（はつねミク プロジェクト ディーヴァ エックス エッチディー）が発売された。
2017年11月22日にはPS4で『初音ミク‐Project DIVA Future Tone』に有料追加版2種ほか追加曲などが加えられた『初音ミク Project DIVA Future Tone  DX』パッケージ版として発売された。
2020年2月13日にはNintendo Switch用ソフト『初音ミク Project DIVA MEGA39's』（はつねミク プロジェクト ディーヴァ メガミックス）が発売された。
2022年5月27日にはSteamにて『初音ミク Project DIVA MEGA39's+』（はつねミク プロジェクト ディーヴァ メガミックス プラス）が発売された。前作のMEGA39'sの追加コンテンツを全て含んでいる。
以下、『-Project DIVA-』は「1st」、『-Project DIVA- 2nd』は「2nd」、『-Project DIVA- extend』は「extend」、『-Project DIVA- f』はPS Vita版が小文字の「f」、PS3移植版は大文字の「F」、『-Project DIVA F 2nd-』は「F 2nd」、『-Project DIVA- X』は「X」、『Project DIVA MEGA39's』は「MEGA39's」、『Project DIVA MEGA39's+』は『MEGA39s+』で記述する。同じくセガが発売のニンテンドー3DS用音楽ゲーム、『初音ミク and Future Stars Project mirai』については該当記事を参照。

## キャッチコピー
初音ミク -Project DIVA-
後に発売される廉価版とはキャッチコピーが異なっている。
- 通常版 - 「この歌声、キミに届きますように― 」
- お買い得版 - 「ずーっと、歌声を届けられますように。」
- でっかいお買い得版 - 「ずーっと、キミの隣に居たいから…」

初音ミク -Project DIVA- 2nd
「キミとふたりで、奏でよう― 」
初音ミク -Project DIVA- extend
「歌いたい。あふれる想いを― 」
初音ミク -Project DIVA- f
- 通常版 - 「ついてきて― この先のステージへ。」
- Limited Edition同梱版 - 「ほら、この先が新しい舞台。」
- PS3版(初音ミク-Project DIVA-F) - 「飛び出そうよ、最高のステージへ― 」

## ゲームシステム

### リズムゲーム
リズムゲームでは、ミクを「最後まで歌わせる」ことが目的となっている。3Dキャラクターで描かれた画面上のミクが歌い踊る中、画面上に表示されている灰色のターゲットアイコンに画面外から飛来するメロディアイコンが重なる瞬間を狙って、アイコンの形状と同じボタンを押していく。成功するとミクの歌が流れ続けるが、タイミングを間違えるなどして失敗すると歌が途切れてしまいゲージが減っていく。ミスが続いてゲージがなくなると「MISS×TAKE」となり、ゲームオーバーとなる。また、「CHEAP」の評価も同様である。楽曲の途中には「CHANCE TIME」と呼ばれる得点ゾーンがあり、この間にボタンを押し間違えずに連続して成功を重ねる（コンボを繋ぐ）ことで通常より大きな得点ボーナスを得ることができる。一定の評価以上でクリアすることによってアイテムやコスチュームを獲得したり、プレイ可能な曲が増えたり、リズムゲームの背後に流れているミクの映像をゆっくり鑑賞したりすることができるようになる。また、『2nd』では、方向キーの操作と、「長押し」「同時押し」が追加されている。
『f』では、PS Vita本体に搭載のタッチパネルの機能を用いた「スクラッチ」機能が追加されている。また『MEGA39's』には、Nintendo Switchのコントローラ「Joy-Con」2本を両手に持ってプレイする「ミックスモード」がある。後に、画面をタッチすることでプレイする「タッチプレイ」が追加されている。さらに『MEGA39s+』では、PCでのプレイに対応するよう、キーボードでのプレイが可能となっている。従来通りコントローラーでのプレイも可能である。
プレイできる楽曲については#収録曲を参照。

### コスチュームや部屋のカスタマイズ
本作では、ミクの衣装を着せ替えたり、プレイヤーキャラクターの外見をミク以外の人物の外見に変更することができる。変更することができるキャラクターとしては、VOCALOID技術を使用したクリプトン社製の商品「鏡音リン・レン」「巡音ルカ」「KAITO」「MEIKO」、およびファンによる創作から生み出された関連キャラクター「弱音ハク」「亞北ネル」「咲音メイコ」（詳細はVOCALOIDの派生キャラクターを参照）が用意されており、ミクに代わってこれらのキャラクターを操作することもできる。
『1st』の場合、ミクの衣装はデフォルトのコスチューム以外に39点が用意されており、衣装の数は「39」が「ミク」と読めることに由来する。これらの衣装にはピアプロで本作のために公募された作品が多数収録されているほか、セガの他ゲーム作品に登場する人物、『スペースチャンネル5』のうららや『戦場のヴァルキュリア』のアリシアの衣装を模したコスチュームが登場する。
『2nd』では、『1st』で登場した衣装と、リン、レン、ルカ、KAITO、MEIKOの衣装も用意されており、さらにVOCALOIDの著名イラストレーター書き下ろしのモジュールも用意されている。また、セガの他ゲーム作品に登場する人物、『エンド オブ エタニティ』のリーンベル（鏡音リン用）や『バーチャファイター』のサラ・ブライアント（巡音ルカ用）の衣装を模したコスチュームが登場する。
『extend』では、『ソニック・ザ・ヘッジホッグ』の生誕20周年を記念したコスチューム、『電脳戦機バーチャロン』のフェイ-イェンを元としたコスチューム、レーシングミクのコスチュームも収録される。
ミクの住む部屋にはゲーム内で獲得したアイテムを飾ることができる。また、『2nd』では「DIVAルーム」に進化し、それぞれのキャラに部屋が持てるようになった。

### リズムゲームの編集
「エディットモード」では用意された振付や背景などを楽曲と組み合わせて編集し、ミクのプロモーションビデオを作成することができるほか、作成した映像にリズムパターンを加えて独自のリズムゲームを作成することができる。楽曲はゲームに収録された曲以外にも、MP3データの曲を使用することが可能である。振付は用意されたモーションを組み合わせていくことで作成する。
この機能は、自分で作成した映像を配信するなど、創作ツールとしての機能が意図されており、またゲームを一通り遊んだ後も長く楽しめるようにという狙いが込められている。さらに、「2nd」では、モーションの数が増え、より長い曲の編集が可能となっている。また本作には非公式ながら、ミクの背景をブルーバックにする機能が用意されており、ある程度の動画編集技術があればゲーム外の映像と組み合わせてクロマキー合成の素材とすることも可能である。

## 追加・変更要素

### 初音ミク -Project DIVA- 2nd
- モジュールが大量に追加され、初音ミク以外のキャラのモジュールも設定された。
  - 前作のセーブデータからモジュールの引継ぎができるようになった。
  - 弱音ハク、亞北ネル、咲音メイコのモジュール、スイムウェアが1つずつ追加。また、それ以外の6キャラにもスイムウェアがもう1つ追加[30]。
- ダウンロードコンテンツにより、楽曲やモジュールを購入し、追加できるようになった。
  - 『THE IDOLM@STER SP』（バンダイナムコゲームス）とのコラボレーションにより、同作の楽曲とステージ衣装（モジュール）の配信が行われている[31][32]。
  - 初音ミクに天海春香のステージ衣装、鏡音リンに双海亜美・真美のステージ衣装、巡音ルカに如月千早のステージ衣装を元にしたモジュールが配信されている。
- 「Ievan Polkka」はチュートリアルで使用する楽曲となっている。
- 「HARD」よりさらに難易度が高い「EXTREME」の追加。
- デュエット曲の新設。
- 長押し、同時押しの追加。ただし、アーケード版と操作方法が異なっている。
- 評価に「EXCELLENT」が追加。
- 評価基準の変更[注 4]。
- 方向キーでの代用が可能となった[注 5]。
- オートセーブ機能の追加。これによりセーブのし忘れが防げるようになった。
- データインストールが可能となり、読み込み時間を短縮できる（約410MB以上の空き容量が必要）。
- 難易度が7段階から9段階と細分化された。
- チャンスタイムのルールが変更[注 6]。
- サポートアイテムが使用可能に。
- クリア時の評価がSTANDARDでもHARD、EXTREMEが選べるようになる。

お買い得版（2nd#）のみの要素
- 「extend」に登場するモジュールが使用できるプロダクトコードが封入される。

### 初音ミク -Project DIVA- extend
- DIVAルームのモーションを大量追加。
- ヘルプアイテムを入れ替え。評価が厳しくなるのを引き換えに、獲得DIVAポイントが増加するチャレンジアイテムが追加。
- 収録曲
  - 「SPiCa」・「右肩の蝶」…2010年3月9日Zepp Tokyoにて開催されたライブイベント「ミクの日感謝祭 39's Giving Day」でのライブ音源を使用。
  - 「ルカルカ★ナイトフィーバー」…ニコニコ動画の「踊ってみた」で活動する踊り手・愛川こずえ（DANCEROID）が考案した振付が採用され、自らモーションアクターを担当[33]。

### 初音ミク -Project DIVA- f （PS Vita版）
- タッチパネルを用いた操作方法「スクラッチ」が追加（但し、PS Vita TVではコントローラーのスティックでの操作「フリップ」に変更）。
- TECHNICAL ZONEの追加。一部分をCOOL/FINE評価で全て繋ぐとボーナスポイントが追加される。
- CHANCE TIMEに通常の演奏ゲージとは異なる、星型のゲージの追加。CHANCE TIMEでコンボを繋げるとゲージが溜まっていき、CHANCE TIMEの最後に星型のアイコンが登場する。タイミングよくスクラッチするとPVに追加演出がなされる。
- モジュール設定にお気に入り機能の追加。
- 本体のカメラや加速度センサーを用いた「ARライブ」機能の追加。カメラで映している部分に合成させてライブの様子を再現する。
- 過去の家庭用3作品のパッケージ及び本ゲーム付属の専用マーカーを読み取ることでゲーム内でのアイテムを入手できる「エクストラマーカー」機能の追加。
- ネットワーク経由によるエディットデータの共有機能。
- 「f」から「F 2nd」まではCEROレーティングがC（15才以上対象）に引き上げられた。

### 初音ミク -Project DIVA- F（PS3版）
- PS3版はPS Vitaの進行状況を同期可能
- 操作は上記のVita版とは変わらないが、PS3版ではスクラッチの操作がコントローラーのスティックでの操作「フリップ」に変更されている。
- 「ARライブ」が「スタジオライブ」に変更されている。収録されている楽曲はVita版と基本的に同じだが、6曲新規収録曲も追加収録されている。コントローラーでカメラアングルを切り替えながらライブを鑑賞できる。

### 初音ミク -Project DIVA- F 2nd
- PS3版、Vita版どちらか一方をプレーして、その続きを一方でプレーできる、クロスセーブの機能追加。

但し、エディットモードで作成した、PVやリズムゲームはクロスセーブできない。（例えば、Vita版で作成したリズムゲーム、PVをPS3で鑑賞、プレーができない。）
- ダブルスクラッチ（フリップ）、連続スクラッチ（フリップ）の追加。

PSP時代の収録曲を多数リメイク。

### 初音ミク -Project DIVA- X
- クエストをクリアしてシナリオを進める「ライブクエストモード」の追加。
- 「エレメント（属性）」の概念が追加され、楽曲、モジュール、アクセサリーは「ニュートラル」「キュート」「クール」「ビューティ」「カオス」のいずれかにそれぞれ分類される。
- モジュール入手条件の変更。ライブクエストモードのリズムゲームにおいて、CHANCE TIMEを成功させるとランダムで入手できる。
- ラッシュノーツ（一定時間連打）の追加。
- CEROレーティングが再びB（12才以上対象）に戻った。

### 初音ミク -Project DIVA- X HD
Project DIVA XのPS4版。PlayStation VR対応。

### 初音ミク VRフューチャーライブ
Project DIVAシリーズ初となるVR専用のゲームとなった。

### 初音ミク Project DIVA Future Tone DX
初音ミク Project DIVA Future Toneに様々な要素を追加した決定版となる。
発売当時では、最も多くの楽曲と、モジュール(服装)が実装されている作品となった。公式では、「決定版」の位置づけとなっている。
- CEROレーティングが再びC(15才以上対象)へと戻った。

### 初音ミク Project DIVA MEGA 39's
Nintendo Switch向けに発売された。今作は、SEGA feat.HATSUNE MIKU Project10周年を迎えるタイミングで発売された。海外名では「HATSUNE MIKU Project DIVA MEGA MIX's」となる。これは、言語による読み方の違いによるものである。
- Nintendo Switchならではの遊び方として、ミックスモードが追加された。
- シリーズ初のアニメ調となった。

### 初音ミク Project DIVA MEGA 39's+
Steamにて発売され、シリーズ初のPC向けゲームとなった。今作は、「MEGA 39's」の追加コンテンツを全て含んでいる。また、DLCを含めると収録曲数が250曲となり、シリーズでは最も多くの曲が収録されている。
- ビジュアル表現はアニメ調の「MEGA39's」とリアル調の「Future Tone」の2種類を選択可能となった。
- PVフォトモード、Tシャツエディットが標準搭載されている。

## 収録曲
このゲームの特徴として、クリプトンVOCALOIDを使用した楽曲のみが収録されている。よって版権曲や他社VOCALOIDを用いた楽曲は一切収録されていない。
『1st』は、収録される楽曲のうちゲーム中に使用されているのは合計39曲で、衣装と同様、「39」が「ミク」と読めることに由来するという。リズムゲームでプレイできる曲として、ニコニコ動画などインターネット上で発表され初音ミクのブームを盛り上げたとされる人気楽曲が収録されているほか、多数のアニメやゲームの主題歌を手がけていることで知られる畑亜貴、神前暁の楽曲が収録されている。
39曲のうち7曲はピアプロで本作のために公募された楽曲で、通常のリズムゲームの楽曲としては使用されないが、スタッフクレジットなどで使用されるほか、前述のエディットモードで使用することができる。
上記の39曲以外に、ゲーム中では使用されないが、エディットモードで使用できる曲が7曲用意されている。
一方、『2nd』の場合は、全55曲。『1st』からの再録曲が15曲、エディット専用楽曲から昇格した楽曲が2曲、『2nd』で新規収録した楽曲が30曲、公募で選ばれた楽曲が計8曲となっている。
『extend』の場合、2ndでのダウンロードコンテンツも含めて再収録され、エディット楽曲を3曲含まれて全40曲収録。
『f』の場合は全て新規の楽曲でありARライブ、エディットに使える楽曲を含めて全36曲、PS3移植版は楽曲を10曲（エディット楽曲も含めて）追加して全46曲収録。『F 2nd』の発売を前に、『extend』以前を対象にしたモジュール・楽曲復活総選挙を実施。この結果、楽曲部門で最多得票を獲得した「ロミオとシンデレラ」と、モジュール部門で最多得票を獲得した「カラフル×メロディ」が復活した。『F 2nd』は過去収録した楽曲をリニューアルして再収録の予定。
『arcade』では、arcadeが初出の曲、arcadeしか収録されていない曲がある。一例として、「星屑ユートピア」は『2nd』のダウンロードコンテンツにも収録されているが、アーケード版が初出である。一般公募曲や、「キップル・インダストリー」などの最近の追加曲も、PSP版・PS3版・PS Vita版には収録されていなかったが『Arcade』を移植したPS4版『Project DIVA Future Tone』が発売されたことで、こちらにのみ収録されている。
『MEGA39's+』では、各シリーズに収録されている楽曲に加え『MEGA39's』にてDLCとして配信されていた「追加楽曲パック1st～11th」「テーマソングパック」「SEGAパック」を含んだ合計178曲が収録され、今作のDLCの「Extra Song Pack」今作のDLCをすべて含んだ「Vip Edition」を含めると250曲と、過去最大の収録曲数となる。過去シリーズに収録されていた楽曲がほぼ全て収録されている。

### 主題歌
1stオープニングテーマ「The secret garden」
作詞 - 畑亜貴 / 作曲 - 神前暁 / マニピュレーター - Otomania
2ndテーマソング「こっち向いて Baby」
作詞・作曲 - ryo (supercell)
2ndタイアップソング「Yellow」
作詞・作曲 - kz (livetune)
extendテーマソング「積乱雲グラフィティ」
作詞 - Dixie Flatline / 作曲 - ryo (supercell)
fテーマソング「ODDS&ENDS」
作詞・作曲 - ryo (supercell)
F 2ndテーマソング「DECORATOR」
作詞・作曲 - kz (livetune)
Xテーマソング「罪の名前」
作詞・作曲 - ryo (supercell)
MEGA39'sテーマソング「Catch the Wave」
作詞・作曲 - kz (livetune)

## マーカー
初音ミク -Project DIVA-には数種類のマーカーが存在し、それぞれ仕様が違う。
通常マーカー
マーカーの背景は黒。対応したボタンを1ボタン押せばよい。
矢印マーカー
「2nd」以降で登場。矢印に「W」があり、対応した方向キーとボタンを同時に押す。
長押しマーカー
「2nd」以降で登場。ボタンを押したら、最終点のマーカーで出るまで長押しする。途中でボタンを離すと、WORSTになってしまう。
ホールドマーカー
「Arcade」で登場。対応したボタンの下に「HOLD」と書かれており、長押しすればホールドボーナスが得られ、一定時間以上ホールドすれば、MAXホールドボーナスが得られる。また、EXTREMEでは、片HOLDマーカーもある。
同時押しマーカー
「Arcade」で登場。マーカーの背景は赤で、ゲーム画面では○－△のように、繋がった線で表示される。
スクラッチ（フリップ）
「f」・「F」以降で登場。☆が出たら画面をタッチ（「F」ではコントローラーのスティックを指ではじく）する。
ダブルスクラッチ（ダブルフリップ）
「F 2nd」より登場。☆に「W」があり、2箇所をタッチ（PS3版はコントローラの左右のスティックをはじく）する。
リンクスクラッチ（リンクフリップ）
「F 2nd」より登場。楽曲にちなんだ図形を点つなぎの要領で☆が出たらタッチ（PS3版はコントローラーのスティックを指ではじく）する。
ラッシュノーツ
「X」で登場。対応したボタンを一定時間連打する。連打した回数に応じたスコアが得られる。
スライド
「Arcade Future Tone」より登場。タッチスライダーを使って左右に滑らせる。
チェーンスライド
「Arcade Future Tone」より登場。タッチスライダーを使って左右に滑らせ続ける。指定の距離を滑らせれば、MAXスライドボーナスが得られる。

## 予約特典
店舗別に多様な予約特典が用意され、ゲーム本編同様、ユーザーの創作から生まれた事柄を反映したグッズも含まれている。
『1st』の場合、「ねんどろいど ぷち」のみ全店共通である。好評だったため、「でっかいお買い得版」で復刻することが決定した。
『2nd』の予約特典として「ねんどろいど ぷらす 初音ミクチャーム」、『extend』はスペシャルコラボCD、『f』はデザイン保護フィルム、PS3移植版『F』は予約特典として『初音ミク ラバーストラップ』が同梱していた。『F 2nd』は予約特典が異なる。

## アーケード版
アーケード版の初作となる『初音ミク Project DIVA Arcade』は、2010年6月23日から順次正式稼動を開始。本作のロケテストに先駆けて、ゲームに使用する楽曲やコスチュームなどの作品公募が、ニコニコ動画やピアプロを通じて行われた。ロケテストは2010年1月に東京都内数か所と神奈川県内の2箇所で行われ、2010年2月には『AOU2010 アミューズメントエキスポ』に出品された。筺体やゲーム画面上でのタイトルロゴは『Project DIVA Arcade』とのみ書かれているが、商品の正式名称は『初音ミク Project DIVA Arcade』である。
筺体は『ボーダーブレイク』や『シャイニング・フォース クロス』で使用されているRINGEDGE用の汎用筺体を採用しているが、遊ぶ際に原則椅子は使わないためアップライト筺体扱いをされている。音楽ゲームとしては珍しく、ヘッドホンジャックが標準装備されており、タッチパネル上で音量調節も可能である。デザインは「Tripshots」が担当した。ごく一部の店舗ではプレイヤーやそれ以外の客へのアピールの為に、プレイ中の映像を映し出すライブモニターを筐体に接続・稼働させたり、プレイヤー個人による観賞を目的とした録画サービスが行われている。
ICカード（FeliCa）によるデータ保存が可能で、ICカードでプレイする場合は成績に応じてポイント（VP）が付与され、稼いだVPを用いて「モジュール」（コスチューム）、「スキン」、「デコレーション称号」を手に入れることができる。タッチ式カードリーダーで読み込みを行い、ICカードのほか電子マネー付き携帯電話を使ってデータ保存をすることも可能（電子マネー決済は非対応）な他、同様のシステムを採用している『セガネットワーク対戦麻雀MJ4Evolution』のICカードや、『戦国大戦』よりサービスを開始する『Aime』対応の『Aimeカード』との相互利用も可能である。2011年11月1日からはバンダイナムコアミューズメントの「バナパスポートカード」にも対応となった他、2018年10月25日からはコナミアミューズメントの「e-AMUSEMENT PASS」（「e-AMUSEMENT PASS」はAmusement IC対応カードのみ）にも対応となった。
2011年1月27日には「Version A」（以下Ver.A）としてバージョンアップが行われ、以降は本作も『Aime』に正式対応となっている。またこれまで『Project DIVA Arcade』ロゴから離れて右下に書かれていた『初音ミク』ロゴが左上に移動し、筐体や公式サイト上でも『初音ミク Project DIVA Arcade』と続けて読めるようになっている。更に2012年7月5日には「Version B」（以下Ver.B）として再びバージョンアップが行われている。
2013年には稼働開始3周年を記念として大規模バージョンアップ版となる『初音ミク Project DIVA Arcade Future Tone』が発表され、5月25日、26日よりロケテストが行われた。新しく、アーケード基板には、「Nu」を採用。筐体デザインは「Sta」が担当し、「タッチスライダー」と呼ばれる新規入力デバイスの追加、PV分岐機能、モジュールパーツが「頭」「顔」「胸元」「背中」の4箇所にそれぞれ付けられるなど、大きな進化を遂げる。2013年11月21日に正式稼働開始。
2014年7月17日には「Version A」としてバージョンアップが行われ、指定された課題をクリアすることでコレクションカードを獲得できる「クエスト」モードや、他ゲームにあるHi-SPEEDやSUDDEN,HIDDENなども実装された。
2014年10月2日現在の収録曲は182曲（なお初期収録曲は40曲だった）。ネットワーク利用での楽曲配信が定期的に実施されており、配信回数は40回以上に上る。159曲になった現在でも削除曲は出ていない。また稼働から4年以上経過した現在でも隠し曲の概念はなく、一部の曲に「EASY」や「NORMAL」譜面がないのを除き（「HARD」や「EXTREME」は全曲にあり）全曲全譜面が普通にプレイ可能である。
2016年2月18日には「Version B」としてバージョンアップが行われ、「おすすめモジュール設定」や「SPECIALクエスト」などが実装された他、「次曲プレイ保障」の保障回数制限が撤廃され、「HARD」並びに「EXTREME」における保障回数は無制限となった。

### プレイの流れ
プレイする場合の大まかな流れは次のようになる。
1. 筐体にAimeカード、初音ミク Project DIVA Arcade ICカード、バナパスポートカード、Amusement IC対応のe-AMUSEMENT PASSカードのいずれかをタッチする。
  - 先に画面をタッチするか、コインを入れても良い。
  - カードを使用しない場合は「ゲストでプレイ」に触れるか□ボタンを押す。
  - 未使用カードの場合カード登録を行う。最初から始める場合はここでニックネームを決める。ニックネームはVPを使えば任意で変更可能である。
2. モードを選択する。
  - 通常モード（2曲プレイ可能・途中終了あり）
    - 残りライフが0になる、もしくは達成度がボーダーラインに到達しなかった場合はゲームオーバーとなる。

  - 完奏モード（1曲のみプレイ可能・途中終了なし）
    - 残りライフにかかわらず最後までプレイができる。
    - 10VP使用すればPVを見ることができる。また、Ver.Bからはスクリーンショットの撮影が可能。
    - このモードをプレイする場合、ランキング等が記録されない。

  - コンテストモード（2曲プレイ可能・途中終了あり） - Ver.Aより追加
    - 基本は通常モードと同じ。1曲選んだら同一曲は選択不可。
    - 詳細は下述。

  - クエスト選択
    - タッチスライダのL部分または画面で選ぶことによって、クエストを選べる。
3. 遊ぶ楽曲・難易度を選択する。
  - ここでモジュールの変更、購入を行うことができる。なお、DIVA.NETであらかじめモジュールを設定した場合はこちらが優先される。制限時間は60秒。
4. 曲をプレイする。
  - ライフが0になった場合は強制終了。
5. 結果画面が表示される。
  - 完奏モードの場合は、ここでゲームオーバーとなる。
  - 通常モードの場合は、1曲目をクリアした場合、もう1曲遊べる。
  - 1曲目がクリアできなかった場合はコンティニューされるか問われるので、行う場合はお金を投入する。中には、強制的にゲームオーバーとなる設定がされた店舗もある。この場合はコンティニュー不可。

### DIVA.NET
DIVA.NET（ディーヴァ ネット）とは、初音ミク Project DIVA Arcade向けのネットワークコンテンツサービスである。ただし、あらかじめ筐体でパスワードを設定しないと利用できない。利用は『三国志大戦』の三国志大戦.NETと同様に無料。かつては利用権が設定されており、完全有料制のコンテンツサービスと異なり、利用権が切れても閲覧できる情報が制限されるのみで、情報などが完全に喪失することはなかった。
アーケードゲームと連動しており、以下のようなサービスを使用できる。
- プレイヤー名の確認・変更
  - プレイヤー名の変更には10VPが必要。
- レベルと称号の確認、称号の変更
- VPの確認・履歴の閲覧
- コンテストの進歩状況確認
- モジュールの確認・設定
- スキンの設定
- DIVAレコードの査定・進歩状況を確認
- モジュール、スキン、称号、画像の購入
- ノブレス・オブリージュ関連
- ランクイン楽曲の確認、ハイスコアランキングの閲覧
- ライバル情報の確認、プレイヤーの検索
- 使用できる曲の一覧の確認

サービスはパソコン向けサイトとiモード（NTTドコモ）・Yahoo!ケータイ（ソフトバンクモバイル、VGS・3Gの一部機種を除く）・EZweb（au(KDDI)、WAP2対応機種のみ）、スマートフォン（iPhone、Android）に対応した携帯電話向けサイトがある。
以前は利用権が設定されており、すべての機能を使うには、10プレイ行った上で30日間の利用権を獲得するか、クレジットカード決済などによる30日間の利用権を購入する必要があった。但し、『ボーダーブレイク』のBB.NETや『MJシリーズ』のMJ.NETとは異なり、有効期間は最大60日に制限されていた他、クレジットカード決済などによる利用権の購入は利用権が0日の場合のみしか出来なかった。
新型コロナウイルスの影響により、セガは2020年4月21日に利用権購入の停止を発表した他、同年4月22日の7時から7月31日の7時までプレイしていなくても利用権を付与する事を発表した。その後検討した結果、セガは同年7月31日に、利用権自体を廃止し、DIVA.NETを完全無料化する事を発表した。

#### 画像ショップについて
リザルトピクチャーショップ
プレイ履歴を元に、楽曲クリア時の成績が記載された画像をダウンロードができる。また、表示オプションとして、プレイヤー名・プレイ店舗の表示・非表示が切り替え可能。画像作成には1つにつき10VPが必要。
PVフォトショップ
Ver.Bで追加。ゲーム筺体でPV鑑賞モードを選択して撮影した画像を購入できる。リザルトピクチャーショップ同様、画像購入には10VPが必要となる。

### Ver.B Rev3追加機能
モジュールセレクタ フィルタ機能
モジュールセレクタ画面で「ALL」「購入済み」「未購入」にフィルタリング表示にすることが出来るようになった。
モジュールセレクタ スライダースクロールのサムネイル表示
モジュールセレクタ画面のスライダーをスクロールした際、モジュールのサムネイルが表示されるようになった。
スコア暫定全国順位の表示
楽曲セレクタ画面で、スコアの暫定全国順位が表示できるようになった。

### コンテスト
定期的にコンテストが実施されており、銅報酬でVP、銀報酬でスキン、金報酬で称号を獲得できる。ただし、コンテスト中に同一曲を選ぶことはできない。

#### これまでのコンテスト
| コンテスト名                           | 曲数          | ルール | 日程                    | 備考・指定曲 |
| -------------------------------------- | ------------- | --- | ----------------------- | --- |
| Ver.A稼動記念コンテスト                | 4             | - 初級：難易度NORMALの楽曲 - 中級：難易度HARDの楽曲 - 上級：難易度EXTREMEの楽曲                                                                       | 2011年1月28日-2月6日    | ロケテスト時は初級と上級のみだった。正式稼動開始にあわせて中級を追加。 |
| KAITO生誕記念コンテスト                | 6             | - 初級：難易度1 - 4の楽曲 - 中級：難易度5 - 7の楽曲 - 上級：難易度7 - 9の楽曲                                                                         | 2011年2月17日-3月1日    | 事実上の第1回達成率チャレンジコンテストである。 |
| 第1回指定曲コンテスト                  | 4             | - 初級：難易度NORMALの楽曲 - 中級：難易度HARDの楽曲 - 上級：難易度EXTREMEの楽曲                                                                       | 2011年4月8日-4月17日    | 当初は3月に開催される予定だったが、3月11日に発生した東北地方太平洋沖地震（東日本大震災）及び東京電力・福島第一原子力発電所での事故の影響により延期となった。 第1回楽曲募集コンテストで選出された11曲のみが対象となっている。 |
| 第1回難易度合計コンテスト              | 4             | - 初級：難易度1 - 5の楽曲から難易度の合計が16以上 - 中級：難易度4 - 7の楽曲から難易度の合計が22以上 - 上級：難易度6 - 9の楽曲から難易度の合計が30以上 | 2011年4月28日-5月8日    | - |
| 第2回達成率チャレンジコンテスト        | 4 (上級のみ6) | - 初級：難易度NORMALの楽曲 - 中級：難易度HARDの楽曲 - 上級：難易度EXTREMEの楽曲                                                                       | 2011年5月28日-6月5日    | - |
| 第1回COOL率チャレンジコンテスト        | 4             | - 初級：難易度1 - 4の楽曲 - 中級：難易度4 - 7の楽曲 - 上級：難易度6 - 9の楽曲                                                                         | 2011年6月10日-6月19日   | - |
| 第2回指定曲コンテスト                  | 4             | - 初級：難易度NORMALの楽曲 - 中級：難易度HARDの楽曲 - 上級：難易度EXTREMEの楽曲                                                                       | 2011年7月8日-7月18日    | 初音ミク -Project DIVA- 2ndから移植された13曲のみが対象となっている。 |
| 第2回難易度合計コンテスト              | 4             | - 初級：難易度1 - 5の楽曲から難易度の合計が16以上 - 中級：難易度4 - 7の楽曲から難易度の合計が22以上 - 上級：難易度6 - 9の楽曲から難易度の合計が30以上 | 2011年8月10日-8月22日   | - |
| 第2回COOL率チャレンジコンテスト        | 4             | - 初級：難易度1 - 4の楽曲 - 中級：難易度4 - 7の楽曲 - 上級：難易度6 - 9の楽曲                                                                         | 2011年9月14日-9月26日   | - |
| 第3回達成率チャレンジコンテスト        | 4             | - 初級：難易度1 - 5の楽曲 - 中級：難易度4 - 7の楽曲 - 上級：難易度6 - 9の楽曲                                                                         | 2011年10月19日-10月31日 | - |
| 第3回指定曲コンテスト                  | 4             | - 初級：難易度1 - 5の楽曲 - 中級：難易度5 - 7の楽曲 - 上級：難易度7 - 9の楽曲                                                                         | 2011年11月16日-11月28日 | 初音ミク -Project DIVA Arcade- のオリジナル追加楽曲13曲のみが対象となっている。 |
| 第3回難易度合計コンテスト              | 4             | - 初級：難易度1 - 5の楽曲から難易度の合計が16以上 - 中級：難易度4 - 7の楽曲から難易度の合計が22以上 - 上級：難易度6 - 9の楽曲から難易度の合計が30以上 | 2011年12月7日-12月19日  | COOL率で判定する。 |
| 第1回スコアコンテスト                  | 4             | - 初級：難易度NORMALの楽曲 - 中級：難易度HARDの楽曲 - 上級：難易度EXTREMEの楽曲                                                                       | 2012年1月18日-1月30日   | 初音ミク -Project DIVA Arcade-稼働時の楽曲から、それぞれ12曲が対象となっている。 |
| 第4回達成率チャレンジコンテスト        | 4             | - 初級：難易度NORMALの楽曲 - 中級：難易度HARDの楽曲 - 上級：難易度EXTREMEの楽曲                                                                       | 2012年2月8日-2月20日    | - |
| 第4回指定曲コンテスト                  | 4             | - 初級：難易度NORMALの楽曲 - 中級：難易度HARDの楽曲 - 上級：難易度EXTREMEの楽曲                                                                       | 2012年3月9日-3月19日    | 第2回楽曲募集コンテストで選出された15曲のみが対象となっている。 |
| ミクの日大感謝祭記念コンテスト         | 下表参照      | - 初級・中級・上級ともに下表参照 | 2012年4月13日-4月24日   | 楽曲・曲順完全固定につき、下表を参照。 |
| 稼働二周年記念初期リリース曲コンテスト | 4             | - 初級：難易度EASY・NORMALの楽曲 - 中級：難易度HARDの楽曲 - 上級：難易度EXTREMEの楽曲                                                                 | 2012年6月20日-7月5日    | 初音ミク Project DIVA Arcade稼動開始当時の40曲が対象となっており、ボーダーが通常より低い。 |

| 順番 | 級                 | 楽曲                       | 選択難易度     | 順番 | 級             | 楽曲                               | 選択難易度     | 順番 | 級   | 楽曲            | 選択難易度      |
| ---- | ------------------ | -------------------------- | -------------- | ---- | -------------- | ---------------------------------- | -------------- | ---- | ---- | --------------- | --------------- |
| 1    | 初級               | ワールドイズマイン         | EASY or NORMAL | 1    | 中級           | ぽっぴっぽー                       | NORMAL or HARD | 1    | 上級 | Change me       | HARD or EXTREME |
| 2    | 初級               | えれくとりっく・えんじぇぅ | EASY or NORMAL | 2    | 中級           | ロミオとシンデレラ                 | NORMAL or HARD | 2    | 上級 | 右肩の蝶        | HARD or EXTREME |
| 3    | 初級               | 恋スルVOC@LOID             | EASY or HARD   | 3    | 中級           | ファインダー(DSLR remix - re:edit) | NORMAL or HARD | 3    | 上級 | Just Be Friends | HARD or EXTREME |
| 4    | 初級               | クローバー・クラブ         | EASY or NORMAL | 4    | 中級           | StargazeR                          | NORMAL or HARD | 4    | 上級 | 炉心融解        | HARD or EXTREME |
|      |                    |                            |                | 5    | 中級           | moon                               | NORMAL or HARD | 5    | 上級 | 愛言葉          | HARD or EXTREME |
| 6    | 初音ミクの消失     | 6                          | メルト         |      | 中級           |                                    | NORMAL or HARD |      | 上級 |                 | HARD or EXTREME |
|      |                    |                            |                | 7    | ハジメテノオト |                                    |                |      | 上級 |                 | HARD or EXTREME |
| 8    | ワールドイズマイン |                            |                |      |                |                                    |                |      | 上級 |                 | HARD or EXTREME |

### 開発（アーケード版）
アーケード版では、2〜4分程度の歌に合わせて口パクを用意する必要があり、当初は企画担当者が口パクを、口から上の表情はセガのモーション班がそれぞれ手掛けていた。
この方法では口パクと表情を合わせるのに苦労したため、専用のツールを用意したと、セガのモーションディレクター・西口智之は2023年のインタビューの中で振り返っている。なお、このツールはのちに『Fate/Grand Order Arcade』にも使われた。

### PS4版『初音ミク Project DIVA Future Tone』
『初音ミク Project DIVA Future Tone』（はつねミク プロジェクトディーヴァ フューチャートーン）は2016年6月23日よりPlayStation Storeで配信されたPlayStation 4用ソフト。「Project DIVA FT」と略される。アーケードゲーム『初音ミク Project DIVA Arcade Future Tone』をPS4向けに最適化して移植したリズムアクションゲームである。
無料の『Prelude』（プレリュード）と2種類の追加パック『Future Sound』（フューチャーサウンド）、『Colorful Tone』（カラフルトーン）が同時発売される。
- 『Prelude』は「Weekender Girl」と「1/6 -out of the gravity-」の2曲を収録しており、無料でダウンロード可能。体験版ではなく、無料で遊べる製品版という位置づけでトロフィー機能やオンラインランキングにも対応している。モジュールは64種類。
- 『Future Sound』はPSP版の『Project Diva』、『2nd』、『extend』、PS3版・Vita版の『Project Diva F』、『F 2nd』を中心に127曲を収録した追加パック。モジュールは172種類。
- 『Colorful Tone』はAC版の『Project DIVA Arcade』、『Future Tone』、3DS版の『Project Mirai』、『Mirai2』、『でらっくす』を中心に95曲を収録した追加パック。モジュールは106種類。

なお、追加パックを両方ダウンロードすると髪型カスタマイズとサバイバルコースが追加される。従来のシリーズでは「モジュール」を変更すると服装と髪型が連動して変更されたが、髪型のみを独立して変更できるようになる。サバイバルコースは上級者向けのモードで複数（5曲から10曲）の曲を1本のライフゲージで連続して演奏するモード。
画面の解像度はオリジナルであるアーケード版は720pだったが、PS4版は1080pで60fpsとより高解像度・高画質になっている。また、シリーズ初のプラクティスモード、キーコンフィグを搭載している。PV鑑賞モードではリズムゲームの背景で流れるPVのみを鑑賞することができるモードで、一時停止してフォトを撮影することができる。撮影したフォトは壁紙にすることもでき、PS4のシェア機能にも対応している。
AC版の特徴だったタッチスライダー操作はアナログスティック / L、Rボタン / タッチパッド / モーションセンサー機能（コントローラーを左右に傾ける）のいずれかで代用する（カスタマイズから設定可能）。
2017年11月22日には『Prelude』『Future Sound』『Colorful Tone』をひとつにまとめ、追加曲、追加コスチュームなども加えられた『初音ミク Project DIVA Future Tone  DX』がパッケージ版として発売された。

#### 開発（PS4版『Future Tone』）
『Project DIVA Arcade』シリーズの6年の歴史で追加されていった200曲以上の楽曲、300種類以上の衣装（モジュール）を永久保存版として家庭用ゲームに残したいということからPS4版が実現した。
2つのパックに分割した理由としては、家庭用のProject Divaシリーズを買っていたユーザーが、同じ曲を買いなおさなくてもいいように、アーケード版と3DS版の楽曲のみを安価に購入できるようにしたとされている。
PS4のコントローラはアーケード版のデバイスと異なることから、サポート機能がオプション形式で導入されたほか、キーコンフィグ機能やプラクティス機能も追加された。

## 初音ミク -Project DIVA- ドリーミーシアター
『1st』をPlayStation 3経由でプレイすることにより、ハイモデルでのゲームプレイやPV鑑賞ができるオンライン配信ソフト。容量の関係上、PSP版ではイラストのみの構成となった「Ievan Polkka」、「あなたの歌姫」、「えれくとりっく・えんじぇぅ」、「初音ミクの消失」、「金の聖夜霜雪に朽ちて」がPVありでプレイ可能となる。
なお、「桜ノ雨」に関しては、プレイできない。

### 初音ミク -Project DIVA- ドリーミーシアター 2nd
2011年8月4日には、『初音ミク -Project DIVA- ドリーミーシアター 2nd』の配信が開始。もちろん『DIVA 1st』に収録されていた曲も使用できるため、前作を購入する必要はない。また、『DIVA 1st』で収録された曲を使用し、『DIVA 2nd』で収録されたモジュールを使用することも可能となる。また、DLCにも対応しているが、アイドルマスターとのコラボレーションは権利上の理由により、使用できない。また、クリスマスモジュールはアーケード版に準拠している。
また、『DT 2nd』では、PV鑑賞時に限り3D映像に対応している。

### 初音ミク -Project DIVA- ドリーミーシアター extend
2012年9月13日に配信開始。「初音ミク project DIVA extend」の楽曲とモジュールに対応。使用できる楽曲はextendのみで前2作にあった『DIVA 1st』『DIVA 2nd』の楽曲は収録されていない。ただし『DIVA 1st』『DIVA 2nd』『DIVA extend』のモジュールは収録され、アーケード版でしか使用できなかったモジュールも6種追加し、全170種類のモジュールが使用可能になる。本作にはライブ鑑賞モードが搭載されている。ライブ鑑賞モードは鑑賞中に使用する楽曲は全11曲であるが、アップデートのVer.1.01により12曲となる。また鑑賞前に楽曲の登録、編集が出来る。『DT 2nd』と同様の3Dテレビに対応している。ただし、『DT 2nd』と同様にアイドルマスターのコラボは使用不可。ドリーミーシアターシリーズ最後の作品でもある。

## 関連商品

### CD

#### 『初音ミク -Project DIVA- Original Song Collection』
「1st」のために新規制作された13曲を収録したサウンドトラックアルバム。2009年7月22日にLantisから発売。
1. The secret garden
  - アーティスト - Project DIVA Original Song feat.初音ミク
  - 作詞 - 畑亜貴、作曲/編曲 - 神前暁、マニピュレーター[注 7] - Otomania
2. Dear cocoa girls
  - アーティスト - Project DIVA Original Song feat.初音ミク
  - 作詞 - 畑亜貴、作曲/編曲 - 神前暁、マニピュレーター - デッドボールP
3. 天鵞絨アラベスク
  - アーティスト - Project DIVA Original Song feat.初音ミク
  - 作詞/作曲 - 畑亜貴、編曲者 - 並木晃一、マニピュレーター - ヤスオ
4. ラブリスト更新中?
  - アーティスト - Project DIVA Original Song feat.初音ミク
  - 作詞/作曲 - 畑亜貴、編曲者 - 並木晃一、マニピュレーター - Otomania
5. 荒野と森と魔法の歌
  - アーティスト - トラボルタ feat.初音ミク
  - 作詞/作曲/編曲 - トラボルタ
6. いのちの歌
  - アーティスト - トラボルタ feat.初音ミク
  - 作詞/作曲/編曲 - トラボルタ
7. 雨のちSweet＊Drops
  - アーティスト - OSTER project feat.初音ミク
  - 作詞/作曲/編曲 - OSTER project
8. マージナル
  - アーティスト - OSTER project feat.初音ミク
  - 作詞/作曲/編曲 - OSTER project
9. Far Away (GAME edit)
  - アーティスト - livetune feat.初音ミク
  - フルサイズバージョンは「Tell Your World EP」に収録されている。
  - 作詞/作曲/編曲 - kz
10. Star Story (GAME edit)
  - アーティスト - livetune feat.初音ミク
  - フルサイズバージョンは「Tell Your World EP」に収録されている。
  - 作詞/作曲/編曲 - kz
11. 荒野と森と魔法の歌（リン・レン ver.）
  - アーティスト - トラボルタ feat.鏡音リン・レン
  - 作詞/作曲/編曲 - トラボルタ
12. いのちの歌（リン・レン ver.）
  - アーティスト - トラボルタ feat.鏡音リン・レン
  - 作詞/作曲/編曲 - トラボルタ
13. The secret garden(instrumental)
  - アーティスト - Project DIVA Original Song feat.初音ミク
  - 作詞 - 畑亜貴、作曲/編曲 - 神前暁、マニピュレーター - Otomania

#### 初音ミク -Project DIVA Arcade- Original Song Collection
アーケード版の楽曲を収録したアルバム。いずれもドワンゴ・ミュージックエンタテインメントから発売されたが、内部レーベルが異なる。

##### 『初音ミク -Project DIVA Arcade- Original Song Collection』
アーケード版の楽曲を収録したアルバムの第1弾。2010年7月7日にMOERから発売。
1. どうしてこうなった
  - アーティスト - うどんゲルゲ feat.初音ミク
  - 作詞/作曲/編曲 - うどんゲルゲ
2. SYMPHONIC DIVE -DIVA edit-
  - アーティスト - Re:nG feat.初音ミク
  - 作詞/作曲/編曲 - Re:nG
    - オリジナル版だと長いため、ゲーム向けに編集されている。
3. ナイトメア☆パーティーナイト
  - アーティスト - tetsuo（くちばしP） feat.初音ミク
  - 作詞/作曲/編曲 - tetsuo（くちばしP）
4. オオカミガール
  - アーティスト - くらP feat.初音ミク
  - 作詞/作曲/編曲 - くらP
5. ペリコ・スペースシッパー
  - アーティスト - ワンカップP feat.初音ミク
  - 作詞/作曲/編曲 - ワンカップP
6. 片思いサンバ
  - アーティスト - オワタP feat.初音ミク
  - 作詞/作曲/編曲 - オワタP
7. サヨナラ・グッバイ
  - アーティスト - のぼる↑ feat.初音ミク
  - 作詞/作曲/編曲 - のぼる↑
8. 崩壊歌姫 -disruptive diva-
  - アーティスト - マチゲリータ  feat.初音ミク
  - 作詞/作曲/編曲 - マチゲリータ
9. Starlite★Lydian
  - アーティスト - Masaki feat.初音ミク
  - 作詞/作曲/編曲 - Masaki、ミックス - del_house studio
10. LINK
  - アーティスト - TRI-ReQ feat.初音ミク
  - 作詞 - MNW、作曲/編曲 - TRI-ReQ
    - 唯一PVが選出できなかった楽曲。
    - 追加配信楽曲として収録すると発表されたが、2010年11月現在、いまだ収録されていない。
11. 恋ノート////
  - アーティスト - ジェバンニP  feat.初音ミク
  - 作詞 - Mr.DDR、作曲/編曲 - ジェバンニP 、ハットリP
12. ZIGG-ZAGG
  - アーティスト - Junky feat.初音ミク
  - 作詞/作曲/編曲 - Junky
13. Magical Sound Shower
  - アーティスト - Kusemono(from SWANTONE) feat.初音ミク
  - 作詞 - Kusemono、作曲 - HIRO、編曲 - Kusemono
    - 同社のゲーム「アウトラン」の楽曲に歌詞をつけたもの。

##### 『初音ミク-Project DIVA Arcade- Original Song Collection Vol.2』
アーケード版の楽曲を収録したアルバムの第2弾。2011年10月26日にdmARTSから発売。
1. タイムリミット
  - North-T feat. 初音ミク（作詞・作曲：畳）
    - 『EXIT TUNES PRESENTS Vocarhythm feat.初音ミク』にも収録。
2. Holy Star -2010 DIVA MIX-
  - Kou feat.初音ミク（作詞・作曲：Kou）
    - 『Holy Star』をゲーム向けにアレンジ。
3. melody…
  - mikuru396 feat.初音ミク
    - 『初音ミク ベスト〜memories〜』にも収録。
4. saturation
  - 作詞：Harmonia 作曲：fatP
5. 迷的サイバネティックス
  - otetsu feat.巡音ルカ（作詞・作曲：otetsu）
6. ピンクムーン
  - もじょP feat.初音ミク（作詞・作曲：もじょP）
7. 透明水彩
  - ヤスオ feat.初音ミク（作詞・作曲：ヤスオ）
8. いろは唄
  - 銀サク feat. 鏡音リン（作詞・作曲：銀サク）
    - 詳細は当該項目を参照。
9. 多重未来のカルテット-Quartet Theme-
  - 同社のゲーム「カルテット」のテーマ曲に歌詞を付けた。
10. マスターオブパペッツ
  - デスおはぎ feat.初音ミク・巡音ルカ（作詞・作曲：デスおはぎ）
11. Pane dhiria
  - 新城P feat.KAITO（作詞・作曲：新城P）
12. ほしをつくるひと
  - MazoP fat.鏡音レン（作詞・作曲：MazoP）
13. So much loving you★-Diva Edit-
14. ジュゲムシーケンサー
  - ぼーかりおどP feat.初音ミク（作詞・作曲：ぼーかりおどP）
    - 寿限無を題材とした楽曲。
15. さあ、どっち?
16. 数多の舞 -dance of many-
17. Equation*++
18. 嘘つきベティ
19. イヤイヤ星人
20. 迷子ライフ
21. ハイスクール Days-DIVA EDIT
22. そいやっさぁ!!
23. break;down
24. 花舞月詠譚
  - 「はなまいつくよみたん」と読む。
  - 台湾人が制作したため、歌詞には中国語訳も併載されている。

#### 『初音ミク -Project DIVA- 2nd NONSTOP MIX COLLECTION』
「2nd」の楽曲をノンストップMIXしたコンピレーション・アルバム。ミックスはサオリリスが担当した。ミュージックビデオを収録したDVD付き。2010年7月28日にソニー・ミュージックダイレクトから発売。
1. INTRO
2. こっち向いて Baby
  - ryo (supercell) feat. 初音ミク
3. カラフル × メロディ
  - ちーむMOER feat. 初音ミク
4. 初音ミクの激唱
  - Storyteller (GAiA×cosMo@暴走P) feat. 初音ミク
5. 恋色病棟
  - OSTER project feat. 初音ミク
6. クローバークラブ
  - ゆうゆ feat. 初音ミク
7. ぽっぴっぽー
  - ラマーズP feat. 初音ミク
8. 巨大少女
  - 40mP feat. 初音ミク
9. ほんとは分かってる
  - フナコシP feat. 初音ミク
10. 愛言葉
  - DECO*27 feat. 初音ミク
11. ダブルラリアット
  - アゴアニキ feat. 巡音ルカ
12. カンタレラ
  - WhiteFlame（黒うさ） feat. KAITO
13. 炉心融解
  - iroha (sasaki)  feat. 鏡音リン
14. サウンド
  - baker feat. 初音ミク
15. メルト
  - ryo (supercell)  feat. 初音ミク
16. 初めての恋が終わる時
  - ryo (supercell)  feat. 初音ミク
17. ハジメテノオト
  - malo feat. 初音ミク
18. ココロ
  - トラボルタ feat. 鏡音リン
19. 右肩の蝶
  - のりぴー feat. 鏡音レン
20. Promise
  - samfree feat.初音ミク, 鏡音リン
21. Change me
  - shu-t feat. MEIKO
22. VOiCE
  - ラヴリーP feat. 初音ミク
23. ファインダー（DSLR remix-re:edit）
  - kz (Livetune)  feat. 初音ミク
24. Just Be Friends
  - Dixie Flatline feat. 巡音ルカ
25. innocence
  - KazuP（源屋） feat. 初音ミク
26. Yellow
  - kz (Livetune)  feat. 初音ミク

#### 『初音ミク-Project DIVA- extend Complete Collection』
「初音ミク-Project DIVA- extend」の収録曲を収録したコンピレーション・アルバム。2011年11月9日にソニー・ミュージックダイレクトから発売。
- ディスク：1（CD）
  1. ねこみみスイッチ
  2. 孤独の果て -DIVA.ver-
  3. Palette
  4. SPiCa -39’s Giving Day Edition-
  5. Starduster
  6. 那由他の彼方まで
  7. 星屑ユートピア
  8. タイムリミット
  9. 歌に形はないけれど
  10. 炉心融解
  11. えれくとりっく・えんじぇぅ
  12. Yellow
  13. 千年の独奏歌 (DIVA edit)
  14. 右肩の蝶
  15. あなたの歌姫 (full ver.)
  16. パズル
  17. 忘却心中
  18. リンリンシグナル
  19. melody... -DIVA mix-
- ディスク：2（CD）
  1. Just Be Friends
  2. 番凩 -DIVA version-
  3. カラフル×メロディ
  4. ルカルカ・ナイトフィーバー
  5. StargazeR
  6. 金の聖夜霜雪に朽ちて
  7. いろは唄
  8. *ハロー、プラネット。
  9. 結ンデ開イテ羅刹ト骸
  10. 初音ミクの消失
  11. パラジクロロベンゼン
  12. 裏表ラバーズ
  13. こっち向いて Baby
  14. 初音ミクの激唱
  15. カラフル×セクシィ
  16. ローリンガール
  17. Ievan Polkka
  18. 積乱雲グラフィティ
  19. 恋の祈り 〜extend your wave〜
- ディスク：3 （DVD）
  1. 積乱雲グラフィティ (Music Video)
  2. こっち向いて Baby (ドラマVer.Game Movie)
  3. 積乱雲グラフィティ (Game Movie)
  4. 孤独の果て (Game Movie)
  5. Palette (Game Movie)

### 周辺機器
初音ミク -Project DIVA- ドリーミーシアター 2nd 専用コントローラ
HORISTOREのみ限定発売。
初音ミク -Project DIVA- F 専用コントローラ
2013年3月7日にPS3移植版「F」と同時に発売され、アーケード版の操作を再現した専用コントローラと小型式のミニコントローラが2種類存在する。
初音ミク -Project DIVA- F 2nd 専用コントローラ
2014年3月27日発売。本作は「リン・レン」仕様のコントローラで操作は変わっていない。

### グッズ類
初音ミク -Project DIVA- トレーディングストラップ
ラバー素材のトレーディング式ストラップ。公募作品を含む本作オリジナルの衣装がラインナップに含まれている。

#### ラインナップ

##### Track 01
2010年5月25日発売。
- 通常
  - 初音ミク
  - ゴシック
  - スクール
  - スノウ
  - ダンサー
  - チャイナ
  - ミコ
  - スペチャン5
- シークレット
  - にゃんこレン
  - 咲音メイコ

##### Track 02
2011年2月25日発売。
- 通常
  - 鏡音リン
  - 鏡音レン
  - ホワイトドレス
  - パンク
  - アラビアン
  - みやび
  - フェアリー
  - スペチャン39
- シークレット
  - ダンサーカイト
  - ミコメイコ

##### Track 03
2011年6月29日発売。
- 通常
  - カイト
  - メイコ
  - パイレーツ
  - にゃんこ
  - チア
  - ボーカル
  - スター
  - ガリア軍第7小隊
- シークレット
  - ホワイトドレスルカ

##### Track 04
発売日未定。
- 通常
  - 巡音ルカ
  - 初音ミク ver.2
  - ねむねむ
  - マジシャン
  - ハートハンター
  - プリンセス
  - VN02
  - ハツネミク
- シークレット
  - はちゅねミク
  - チアリン

##### Bonus Track
ワンダーフェスティバル2010[夏]限定発売。
- 初音ミク スイムウェアS
- 初音ミク スイムウェア
- 鏡音リン スイムウェア
- 鏡音レン スイムウェア
- カイト スイムウェア
- メイコ スイムウェア
- 巡音ルカ スイムウェア
- 弱音ハク
- 亞北ネル

なお、メイコスタイル、リンスタイル、ギャラクシー、Pスタイルはラインナップから外された。ギャラクシーについては、発案者の119から許諾が得られなかったためとされる。

### トレーディングカードゲーム
ヴァイスシュヴァルツ 初音ミク -Project DIVA f-
ブシロードより初のカード化となる。トライアルデッキは2013年3月9日、ブースターパックは同年3月30日発売。

### 書籍
初音ミク -Project DIVA- マスターブック
ゲーマガ編集部著、ソフトバンククリエイティブ発行。2010年3月29日発売。ISBN 978-4797356601
初音ミク -Project DIVA 2nd- COMPLETE ALBUM
コンプティーク著、角川書店発行。2011年1月28日発売。ISBN 978-4048545266
初音ミク ‐Project DIVA‐ オムニバスコミック
KEI作、SEGA feat. HATSUNE MIKU Project監修、KADOKAWA/角川書店。2015年3月26日発売。ISBN 978-4041028087

### その他コラボレーション
メーカー非公式 初音みっくす
初音ミクを主人公としたKEIの漫画作品。公募作品を含む本作オリジナルの衣装が掲載誌の表紙に登場するなど、本作とのコラボレーションが行われた。さらに、『2nd』では、KEI書き下ろしのモジュールが2種類登場する。